# Okręg łódzki Kościoła Adwentystów Dnia Siódmego w RP
Okręg łódzki – jeden z pięciu okręgów diecezji wschodniej Kościoła Adwentystów Dnia Siódmego w RP. Terytorialnie obejmuje zbory i grupy znajdujące się w granicach województwa łódzkiego z wyłączeniem powiatu wieluńskiego, wchodzącego w skład okręgu zachodniego diecezji południowej oraz powiatu wieruszowskiego, wchodzącego w skład okręgu wielkopolskiego diecezji zachodniej. Siedziba okręgu znajduje się w Łodzi.
Aktualnie do okręgu łódzkiego należy 8 zborów i 1 grupa.
Seniorem okręgu łódzkiego jest pastor Krzysztof Kalaczyński. 

## Zbory
| Miejscowość          | Jednostka                      | Pastor                           | Rok założenia |
| Bełchatów            | zbór w Bełchatowie             | kazn. Czesław Czajka             |               |
| Kutno                | zbór w Kutnie                  | kazn. sen. Krzysztof Kalaczyński | 1985          |
| Łódź                 | zbór Łódź-Górna                | kazn. Mirosław Karauda           | 1991          |
| Łódź                 | zbór Łódź-Widzew               | kazn. Mirosław Karauda           | 1895          |
| Piotrków Trybunalski | zbór w Piotrkowie Trybunalskim | kazn. Czesław Czajka             | 1940          |
| Szarów               | zbór w Szarowie                | kazn. sen. Krzysztof Kalaczyński |               |
| Zduńska Wola         | zbór w Zduńskiej Woli          | kazn. sen. Krzysztof Kalaczyński |               |
| Zgierz               | zbór w Zgierzu                 | kazn. Mirosław Karauda           | 1987          |

## Grupy
| Miejscowość | Jednostka        | Pastor               | Rok założenia |
| Opoczno     | grupa w Opocznie | kazn. Czesław Czajka |               |